# 苻詵
苻 詵（ふ しん、? - 385年）は、五胡十六国時代前秦の皇族。第3代君主苻堅の末子であり、母は張夫人。

## 生涯
苻堅の子の中では最も寵愛を受けていたという。父の時代に中山公に封じられた。
382年、苻堅は東晋征伐に強い意欲を燃やしており、群臣はこれを再三諫めていたものの全く聞き入れなかった。苻詵もまた諫めて「臣が聞くところによりますと、季梁（春秋時代随の政治家）が随にあって楚人はこれを憚り、宮奇（宮之奇。春秋時代虞の政治家）が虞にあって晋は兵を起こしませんでした。国の興亡というのは、賢人の取捨にかかっているのです。彼らはその謀が用いられなくなり、数年で亡びる事となりました。前を行く車が軌道を外れれば、後ろを行く車はそこから学びとるでしょう。陽平公（宰相の苻融）は国の謀主でありますが、陛下はこの意見に違おうとしております。晋には謝安・桓沖がおりながら、陛下はこれを討とうとしております。この行いについて、臣は密かに戸惑っております」と訴えたが、苻堅は「国には謀士がおり、これをもって大謀を決している。朝廷には公卿がおり、これをもって進否を定めている。これは天下の大事であり、孺子（青二才）の言がどうして辱しめてよいだろうか！」と述べ、聞き入れなかった。
383年、苻堅は江南征伐を敢行し、総勢100万を超すともいわれる兵力を動員して建康に迫ったが、淝水の戦いで歴史的大敗を喫してしまった。これにより中華統一の夢は断たれることとなり、さらに前秦に服属していた諸部族の謀反を引き起こしてしまった。元前燕の皇族であった慕容沖もまた苻堅に反旗を翻して西燕を興すと、大軍を率いて長安城を包囲するに至った。
385年5月、苻堅は苻宏に長安の防衛を委ねると、数百の騎兵を率いて城を出立し、五将山へ逃走した。苻詵もまた、母の張夫人や2人の姉である苻宝・苻錦と共にこれに付き従った。
7月、苻堅は五将山へ到着したが、後秦の皇帝姚萇は驍騎将軍呉忠に騎兵を与えてこれを包囲し、苻堅・苻詵らを捕らえて新平へ送還した。
8月、 苻堅は新平仏寺において絞め殺され、苻詵もまた張夫人と共に自殺した。また、2人の姉はこれより前に苻堅自らの手で殺害された。

## 宗室

### 伯叔父
- 苻法（伯父）
- 苻双（叔父）
- 苻融（叔父）
- 苻忠（叔父）

### 兄弟
- 苻丕（哀平帝）
- 苻暉（平原公）
- 苻宏（皇太子）
- 苻熙（広平公）
- 苻叡（鉅鹿公、雍州刺史）
- 苻琳（河間公）

### 従族兄弟
- 東海公 苻陽（伯父の苻法の子）
- 清河公 苻敷（苻陽の弟）
- 苻朗（従父の苻洛の子）
- 苻登（従父の苻敞の子）

### 従子
- 苻崇